# Prostemmiulus tristani
Prostemmiulus tristani är en mångfotingart som beskrevs av Filippo Silvestri 1916. Prostemmiulus tristani ingår i släktet Prostemmiulus och familjen Stemmiulidae. Inga underarter finns listade i Catalogue of Life.